# Dollis Hill
Dollis Hill - obszar w London Borough of Brent, przy Willesden, wokół Gladstone Park, w którym znajduje się Dollis Hill House. Znajduje się tu stacja metra. Znajdował się tu ośrodek naukowy Post Office Research Station. W 2011 roku dzielnica liczyła 13 425 mieszkańców.